# Nikon D2H
Die Nikon D2H („H“ für „Hochgeschwindigkeit“, engl. „high speed“) ist eine digitale Spiegelreflexkamera des japanischen Herstellers Nikon, die im November 2003 in den Markt eingeführt wurde. Der Hersteller richtete sie speziell auf die Hochgeschwindigkeitsfotografie wie zum Beispiel Sportaufnahmen aus.

## Technische Merkmale
Der eigen-entwickelte 4,1-Megapixel-JFET-LBCAST-Bildsensor erlaubt Aufnahmen mit maximal 2464 × 1632 Pixeln. Er besitzt eine Größe von 23,1 mm × 15,5 mm (Herstellerbezeichnung DX-Format) und bedingt einen Formatfaktor von ca. 1,5.
Die Kamera erlaubt 8 Bilder pro Sekunde bei bis zu 25 Aufnahmen in Reihe im RAW bzw. NEF-Modus. Ihre Auslöseverzögerung beträgt 37 ms.

## ModellvarianteNikon D2Hs
Im Jahr 2005 führte der Hersteller das Modell Nikon D2Hs ein.
Die Kamera hat den gleichen Bildsensor wie das oben beschrieben Modell D2H. Sie verfügt jedoch über einige geänderte und weiterentwickelte Ausstattungsmerkmale, wie die Farbmatrixmessung, den Monitor, 10 Menüsprachen, eine Liste der zuletzt verwendeten Einstellungen, eine Weltzeituhr sowie die Unterstützung von Exif 2.21 und des sYCC-Farbraums. Sie kann 40 RAW-Bilder im .NEF-Format in Folge aufnehmen.
Äußerlich erkennbar ist das Modell D2Hs an einem veränderten Hochformatgriff und Speicherkartenfachdeckel.

## Zubehör

### Wi-Fi-Sendemodul
Mit dem Wi-Fi-Sendemodul WT-1, das unter die Kamera geschraubt wird, ist das Kameramodell D2H in der Lage, Bilder nach dem WLAN-Standard IEEE 802.11b direkt per FTP zu funken.
Für das Modell D2Hs wurde das Modul WT-2 angeboten. Es unterstützt zusätzlich IEEE 802.11g und kann so Bilder mit einer Geschwindigkeit von bis zu 54 Mbit/s (6,7 MByte/s) übertragen. Die kabellose Fernsteuerung der Kamera ist mit dem Zubehörteil ebenfalls möglich.

### Objektive
Folgende Objektive können mit der Kamera verwendet werden:
- AF-, AF-D-, AF-S-, AF-G- und DX-Objektive sind ohne Einschränkungen verwendbar.
- Mit Ai-P-Objektiven funktioniert der Autofokus nicht, alle sonstigen Kamerafunktionen werden unterstützt.
- Auf Ai umgebaute, original Ai-, Ai-S-, Serie-E- und F3AF-Objektive ermöglichen nur Zeitautomatik, aber keinen Autofokus und auch keine Blenden- und Programmautomatik, da die Kamera nicht die Objektivblende beeinflussen kann. Nach Eingabe der Objektivdaten können diese Objektive wie CPU-Objektive verwendet werden.
- Non-Ai-Objektive können nicht angesetzt werden.